# Силатіани
Силатіани (англ. silathianes) — хімічні сполуки зі структурою H3Si[SSiH2]nSSiH3 та розгалужено-ланцюгові аналоги. За структурою це аналоги силоксанів із заміною –О– на –S–. Сюди звичайно також включають гідрокарбільні похідні.